# 509th Composite Group
El 509th Composite Group (509 CG) (también citado en español como 509 Grupo de Operaciones) fue una unidad de las Fuerzas Aéreas del Ejército de los Estados Unidos creada durante la Segunda Guerra Mundial, encargada del inicio del despliegue operacional de armas nucleares. Llevó a cabo el bombardeo atómico sobre Hiroshima y Nagasaki (Japón), en agosto de 1945.

## Aspectos generales

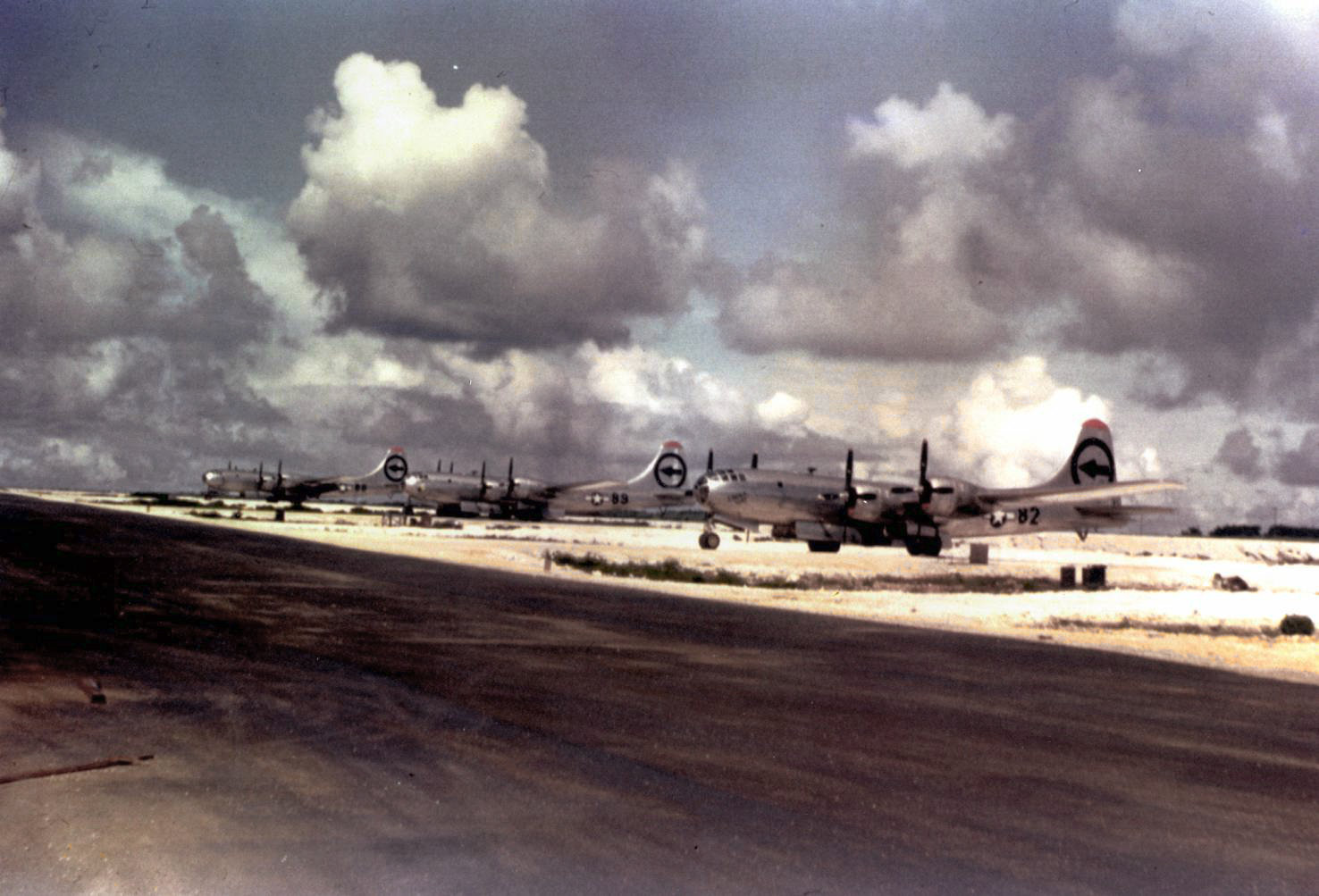
Aeronaves del 509th Composite Group en Tinián. Izquierda a derecha: Big Stink, The Great Artiste, y el Enola Gay.

El grupo fue creado el 17 de diciembre de 1944 en el Campo Wendover del Ejército del Aire, en Utah. Estaba mandado por el teniente coronel Paul Tibbets. Debido a que los escuadrones de vuelo estaban equipados con bombarderos Boeing B-29 Superfortress y con aeronaves de transporte C-47 Skytrain y C-54 Skymaster, el grupo fue denominado como "composite" (composición) más que una "formación" de bombardeo. Utilizaban aviones Silverplate B-29, especialmente configurados para poder portar armas nucleares.
El 509th Composite Group comenzó su despliegue en mayo de 1945, cuando se desplazó al Campo Norte de Tinián, Islas Marianas del Norte. Además de los dos raids de bombardeo nuclear, llevó a cabo 15 misiones de ensayo contra objetivos en las islas dominadas por los japoneses, y otras 12 misiones de combate contra objetivos en Japón con bombas calabaza de alto explosivo.
Durante la posguerra, el 509th Composite Group fue uno de los diez grupos de bombardeo originales asignados al Mando Aéreo Estratégico el 21 de marzo de 1946, y el único equipado con aviones Silverplate B-29 Superfortress, capaz de lanzar bombas atómicas. Fue reconvertido como grupo de bombardeo estándar, siendo denominado como "509th Bombardment Group, Very Heavy" (Grupo de Bombardeo Súperpesado) el 10 de julio de 1946.

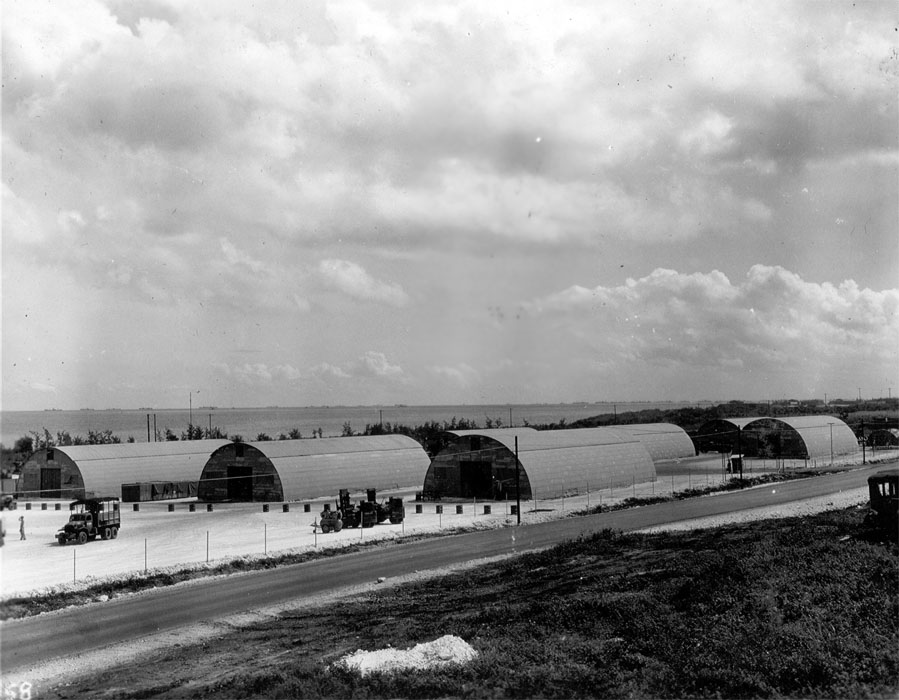
Área del Primer Escuadrón de Bombardeo en Tinián

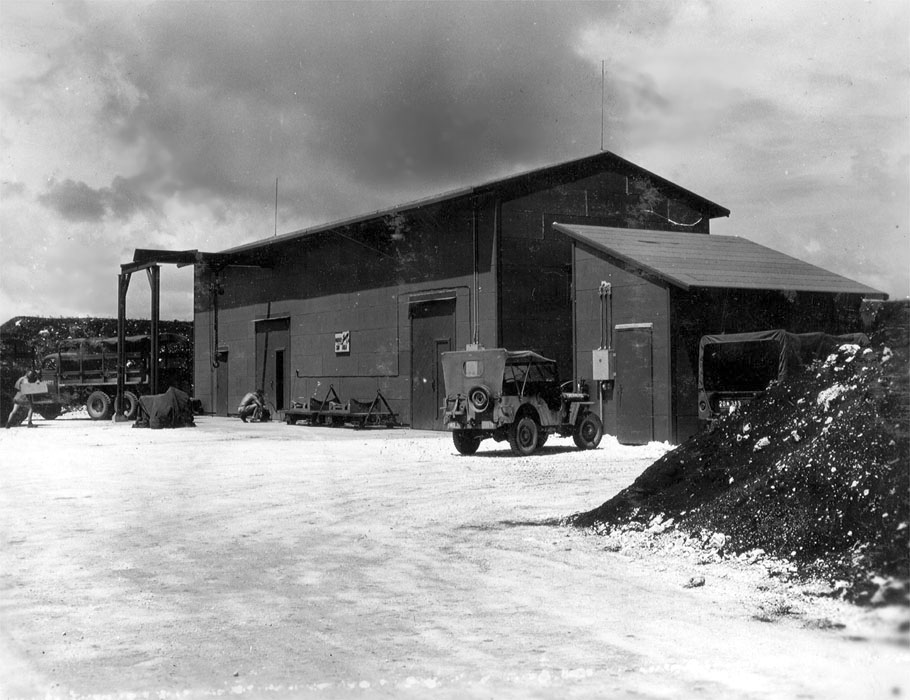
Taller donde se ensamblaban las bombas

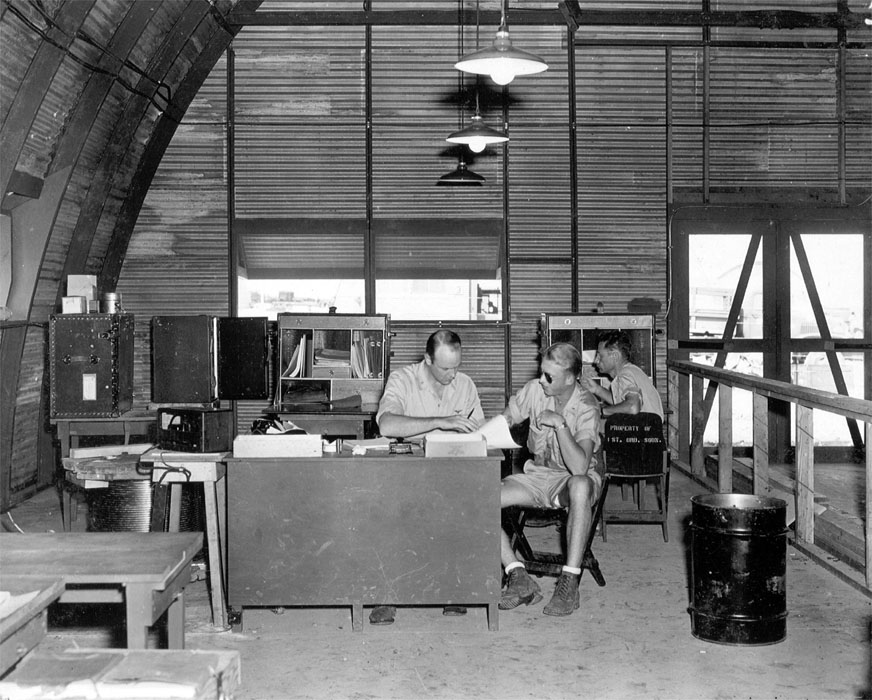
Comandante Ashworth en el Área del Primer Escuadrón de Bombardeo

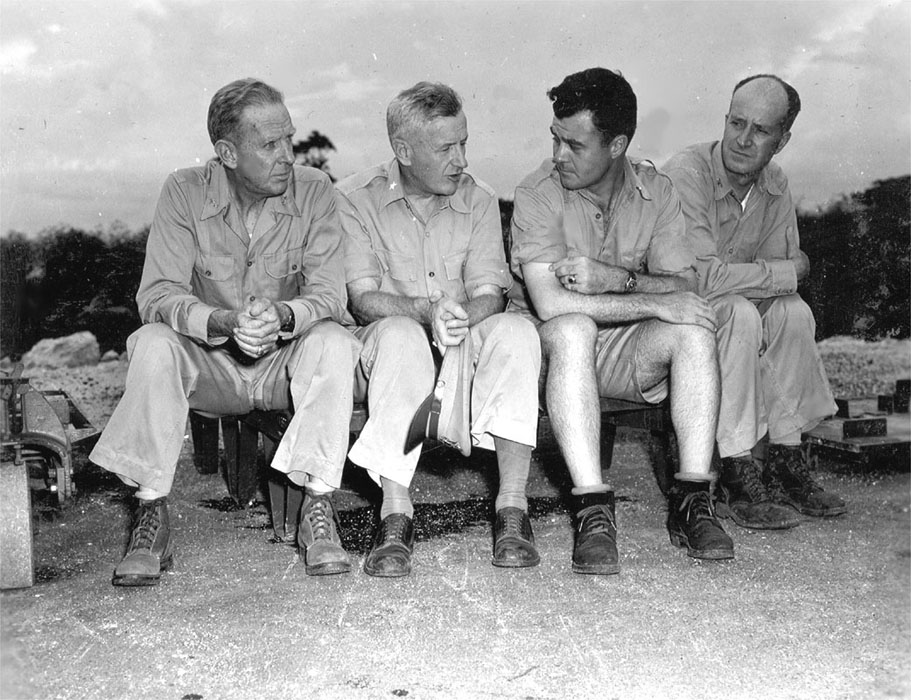
Contralmirante William R. Purnell, Brigadier General Thomas F. Farrell, Coronel Paul W. Tibbets, y Capitán William S. Parsons

### Misiones con bombas atómicas
La organización de las dos misiones de bombardeo nuclear fue la misma, enviándose una hora por delante aviones de observación para informar de las condiciones meteorológicas sobre cada uno de los tres posibles objetivos propuestos. La fuerza principal constaba de una aeronave de bombardeo, dirigida por el comandante de vuelo (responsable de todas las decisiones necesarias para alcanzar el objetivo) y por el comandante de armamento (responsable de todas las decisiones relativas al lanzamiento de la bomba); y de una segunda aeronave de instrumentación para tomar datos sobre la explosión, que volaba junto a la aeronave principal (su misión era lanzar en paracaídas instrumentos de medición radioenlazados sobre el área del objetivo). Un tercer avión tenía el cometido de tomar fotografías de la explosión, transportando a los observadores científicos. Cada misión tuvo una aeronave "de sobra" adicional preparada en Iwo Jima para tomar el relevo si la aeronave principal tuviese problemas mecánicos.

Las seis tripulaciones de combate de la misión de Hiroshima fueron informadas sobre sus objetivos, datos operacionales de vuelo, y de los efectos de la bomba el 4 de agosto de 1945.  Su orden de vuelo del 5 de agosto, denominada Orden de Operaciones N°35, informaba a las tripulaciones sobre detalles meteorológicos y sobre las condiciones de un eventual rescate aeromarítimo. Describía la bomba que debía ser utilizada simplemente como "especial".
| Aeronave          | Piloto                                | Señal de llamada | Función en la misión                      |
| Straight Flush    | Capitán Claude R. Eatherly            | Dimples 85       | Reconocimiento meteorológico (Hiroshima)  |
| Jabit III         | Capitán John A. Wilson                | Dimples 71       | Reconocimiento meteorológico (Kokura)     |
| Full House        | Capitán Ralph R. Taylor               | Dimples 83       | Reconocimiento meteorológico (Nagasaki)   |
| Enola Gay         | Coronel Paul W. Tibbets               | Dimples 82       | Lanzamiento de la bomba                   |
| The Great Artiste | Comandante Charles W. Sweeney         | Dimples 89       | Instrumentación de medida de la explosión |
| Necessary Evil    | Capitán George W. Marquardt           | Dimples 91       | Observación y fotografía de la explosión  |
| Top Secret        | 1er Lugarteniente Charles F. McKnight | Dimples 72       | Avión de repuesto en Iwo Jima             |

La Misión Especial 13, atacando Hiroshima, se voló como estaba previsto y se ejecutó sin problemas significativos o modificaciones en el plan. El Enola Gay despegó a las 02:45, con 7,6 toneladas de sobrepeso, cerca de su peso bruto máximo. El armado de la bomba empezó a los ocho minutos del despegue y duró 25 minutos. Las tres aeronave de observación pasaron sobre Iwo Jima aproximadamente a las tres horas de la misión, partieron juntas a las 06:07. Los seguros de la bomba se retiraron a las 07:30, 90 minutos antes de alcanzar el objetivo, y 15 minutos más tarde los B-29 empezaron a subir a la altitud de bombardeo de 30.000 pies (9100 m). La operación de lanzamiento de la bomba se inició a las 09:12, liberándose tres minutos más tarde, después de lo que los B-29 iniciaron un cerrado cambio de rumbo picando a la máxima potencia. La detonación se produjo 45,5 segundos después. Los aviones fueron sacudidos por las ondas de choque primarias y sus ecos en el minuto que siguió a la explosión, y la nube de humo fue visible a las tripulaciones durante 90 minutos, desde 640 km de distancia. El Enola Gay regresó a Tinián a las 14:58.
| Aeronave          | Piloto                                | Señal de llamada | Función en la misión                      |
| Enola Gay         | Capitán George W. Marquardt           | Dimples 82       | Reconocimiento meteorológico (Kokura)     |
| Laggin' Dragón    | 1.º Lugarteniente Charles F. McKnight | Dimples 95       | Reconocimiento meteorológico (Nagasaki)   |
| Bockscar          | Comandante Charles W. Sweeney         | Dimples 77       | Lanzamiento de la bomba                   |
| The Great Artiste | Capitán Frederick C. Bock             | Dimples 89       | Instrumentación de medida de la explosión |
| Big Stink         | Comandante James I. Hopkins, Jr.      | Dimples 90       | Observación y fotografía de la explosión  |
| Full House        | Capitán Ralph R. Taylor               | Dimples 83       | Avión de repuesto en Iwo Jima             |

La Misión especial 16 se retrasó dos días hasta el 11 de agosto, debido a las previsiones meteorológicas adversas. El tiempo también dictó un cambio en la cita con Yakushima, obligando a abandonar un objetivo mucho más cercano, y con una altitud de crucero inicial de 17.000 pies (5.200 m) en vez de 9.300 pies (2.800 m), factores ambos que aumentarían considerablemente el consumo de combustible. La pre-inspección de vuelo descubrió una bomba de transferencia de combustible averiada en un depósito de 2370 l, pero se tomó la decisión de continuar en cualquier caso.  La bomba de plutonio no requería ser armada en vuelo, pero sus seguros se retiraron 30 minutos después del despegue realizado a las 03:45 (todas las referencias en hora de Tinian; en Nagasaki era una hora más temprano) cuando Bockscar alcanzó los 5000 pies (1500 m) de altitud. Cuando llegó al punto de encuentro a las 09:10, ya a plena luz del día, el avión fotográfico no apareció a tiempo.  Los aviones meteorológicos informaron que los dos objetivos estaban dentro de los parámetros de ataque visuales requeridos, mientras que Bockscar rodeó Yakushima esperando al avión fotográfico. Finalmente la misión se desvió a un nuevo objetivo sin el avión fotográfico, con treinta minutos de retraso sobre el horario previsto. Cuándo Bockscar llegó sobre Kokura 30 minutos más tarde, el área cubierta por las nubes había aumentado hasta el 70%, y las tres pasadas en los siguientes 50 minutos fueron infructuosas para bombardear visualmente. Los comandantes decidieron reducir la potencia para conservar combustible y desviarse a Nagasaki, bombardeando guiándose del radar si fuese necesario.  La pasada de bombardeo se inició a las 11:58. (dos horas por detrás del programa) utilizando el radar; pero  Fat Man finalmente se pudo lanzar visualmente aprovechando un claro abierto entre las nubes a las 12:01. El avión fotográfico llegó a Nagasaki a tiempo para completar su misión, y las tres aeronaves se desviaron a Okinawa, donde llegaron a las 13:00. Durante 20 minutos, intentaron en vano contactar con la torre de control del Aeródromo de Yontan para obtener permiso de aterrizaje, y Bockscar estuvo a punto de quedarse sin combustible.
Mientras la misión de Nagasaki estaba en curso, dos B-29 del 509th salió de Tinian para regresar a Wendover. Las tripulaciones de Classen en el Victor 94 (sin nombre propio), y del capitán John A. Wilson en el Jabit III, junto con tripulaciones de apoyo en tierra, regresaron a los Estados Unidos para prever la posibilidad de transportar más bombas pre-ensambladas a Tinián. Groves esperaba tener otra bomba atómica a punto para fletarse el 13 de agosto y ser usada el 19 de agosto, con tres más disponibles en septiembre y otras tres en octubre. Groves Ordenó que todos los fletes de material se detuvieran el 13 de agosto, cuando la tercera bomba estaba todavía en el Sitio Y.

### Operaciones tras la bomba atómica
Después de cada misión atómica, el grupo desarrolló otras operaciones de combate, realizando una serie de ataques con bombas calabaza el 8 y el 14 de agosto. Seis B-29 atacron visualmente objetivos en Yokkaichi, Uwajima, Tsuruga, y Tokushima el 8 de agosto, bombardeando dos objetivos primarios y tres secundarios con cinco bombas.  Siete aeronaves atacaron Koroma y Nagoya el 14 de agosto. Some Punkins (tripulación B-7, Price) se considera que lanzó las últimas bombas por parte de la Vigésima Fuerza Aérea en la Segunda Guerra Mundial.  Después del anuncio de la rendición japonesa, el 509th Composite Group voló otras tres misiones completando 31 incursiones los días 18, 20 y 22 de agosto,  una vez detenidas las operaciones bélicas. El grupo realizó un total de 210 operaciones de incursión desde el 30 de junio al 22 de agosto, abortó otros cuatro vuelos, y solo hubo una aeronave que no pudo despegar. De forma global, 140 de estos vuelos implicaron el lanzamiento de algún tipo de bombas, de los que 60 fueron misiones de combate: 49 vuelos para el lanzamiento de bombas calabaza, y 11 vuelos en las incursiones para el lanzamiento de las dos bombas atómicas.
El 509th Composite Group regresó a los Estados Unidos el 6 de noviembre de 1945, y fue estacionado en el Aeródromo de Roswell, Nuevo México. El coronel William H. Blanchard reemplazó a Tibbets como comandante del grupo el 22 de enero de 1946, y también devenía el primer comandante de la 509 Ala de Bombardeo. En Roswell, el 509th se convirtió en el núcleo de la fuerza de disuasión atómica Mando Aéreo Estratégico, y era la única unidad capaz de lanzar armas nucleares hasta junio de 1948, cuando los B-50 Superfortress fueron desplegados.  El 509th recibió aviones B-50 en 1950, y transfirió sus Silverplate B-29 a los escuadrones de la 97.ª Ala de Bombardeo en la Base de Fuerza Aérea de Biggs, Texas.

## Bases
- Campo Wendover del Ejército del Aire, Utah, 17 de diciembre de 1944
- Campo Norte, Tinian, 29 de mayo de 1945
- Aeródromo del Ejército de Roswell, Nuevo México, 6 de noviembre de 1945

## En la cultura popular
- La formación y las operaciones del 509th Composite Group fueron el tema de una película de Hollywood titulada "Above and Beyond" (Encima y Más allá) (1952), con Robert Taylor en el papel de Tibbets.[14]
- La historia fue narrada de nuevo en una película para televisión titulada "Enola Gay: The Men, the Mission, the Atomic Bomb" (Enola Gay: Los Hombres, la Misión, la Bomba Atómica) (1980), con Patrick Duffy interpretando a Tibbets.[15]
- Las operaciones del 509th Composite Group también fueron tratadas con una extensión menor en el docudrama "The Beginning or the End" (El Principio o el Fin) (1947), con Barry Nelson como Tibbets.[16]

## Lecturas relacionadas
- Bowers, Peter M. (1999). Boeing B-29 Superfortress. Stillwater, Minnesota: Voyageur Press. ISBN 0-933424-79-5.
- Dvorak, Darrell F. (2012). «The Other Atomic Bomb Commander: Colonel Cliff Heflin and his "Special" 216th AAF Base Unit» (Winter). Airpower Historian. Consultado el 5 de septiembre de 2015.
- Mann, Robert A. (2004). The B-29 Superfortress: A Comprehensive Registry of the Planes and Their Missions. Jefferson, North Carolina: McFarland & Company. ISBN 0-7864-1787-0. OCLC 55962447.
- Marx, Joseph L. (1967). Seven Hours to Zero. New York: G.P. Putnam Sons. OCLC 913500.
- Ossip, Jerome J., ed. (1946). 509th Composite Group History – 509th Pictorial Album. Chicago, Illinois: Rogers Printing Company. OCLC 10065336.
- Rowe, James L. (1978). Project W-47. Livermore, California: JA A RO Publishing. ISBN 0-9605562-0-6.
- Thomas, Gordon; Morgan-Witts, Max (1977). Enola Gay. New York: Stein & Day Publishing. ISBN 0-8128-2150-5.
- Wheeler, Keith (1982). Bombers over Japan. Virginia Beach, Virginia: Time-Life Books. ISBN 0-8094-3429-6.